# Hans Ulrich Fuhrimann
Hans Ulrich Fuhrimann (* 24. September 1925 in Danzig; † 14. Oktober 2009 in Ennetbaden) war ein Schweizer Architekt, Maler und Bildhauer.

## Leben und Werk

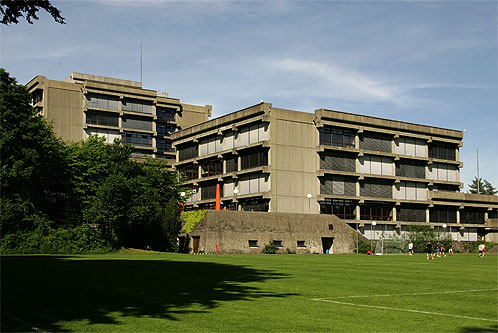
Kantonsschule Olten

Hans Ulrich Fuhrimann lebte ab 1945 in der Schweiz und studierte an der ETH Zürich Architektur. Gleichzeitig war er als Bildhauer und Maler tätig und zeigte seine Werke in verschiedenen Ausstellungen.
1958 gründete Fuhrimann mit dem Architekten Marc Funk ein eigenes Architekturbüro. Sie gewannen u. a. den ersten Preis mit der Ausführung der Kantonsschule Olten (1969–1973) und den zweiten Preis für die Überbauung des Dorflindenareals in Zürich-Oerlikon.
Seine Frau war die Architektin Verena Fuhrimann-Weber (1926–2000). Ihre gemeinsamen Kinder sind Andreas Fuhrimann und Gabi Fuhrimann.